# Plaza de Oriente (obra de teatro)
Plaza de Oriente es una obra de teatro de Joaquín Calvo Sotelo, estrenada en el Teatro María Guerrero, de Madrid, el 24 de enero de 1947.

## Argumento
La obra relata las avatares de los Ardanaz, familia burguesa que habita en el número 3 de la Plaza de Oriente, en Madrid. La saga abarca un periodo que va desde 1886, fecha de nacimiento de Alfonso XIII, hasta el 12 de abril de 1931, en que se celebraron las elecciones previas a la proclamación de la II República.

## Representaciones destacadas
- Teatro (Estreno, en Madrid, en 1947). 
  - Dirección: Luis Escobar y Huberto Pérez de la Ossa.
  - Decorados: Víctor María Cortezo.
  - Intérpretes: Guillermo Marín, Elvira Noriega, Rafael Bardem, José María Mompín, José María Rodero, Alicia Madrid.

- Teatro (Estreno en Barcelona, en el Teatro de la Comedia, en 1948). 
  - Dirección: Luis Escobar y Huberto Pérez de la Ossa.
  - Intérpretes: Luis Prendes, Elvira Noriega, Cándida Losada, Salvador Soler Marí, Amparo Soler Leal, Miguel Narros.

- Cine Plaza de Oriente - (Estreno, 1963). 
  - Dirección: Mateo Cano.
  - Intérpretes: María Luz Galicia, Carlos Estrada, Luis Prendes.

- Televisión (Primera fila, TVE, 1964). 
  - Dirección: Juan Guerrero Zamora.
  - Intérpretes: Carlos Lemos, Elena María Tejeiro, Juan Diego, María Asquerino, Fernando Guillén, Tomás Blanco, Conchita Goyanes, Manuel Gallardo, Alfonso del Real, Margarita Calahorra, Mary Paz Pondal.

- Televisión (Estudio 1, TVE, 1970). 
  - Dirección: Cayetano Luca de Tena.
  - Intérpretes: Jaime Blanch, María Luisa Merlo, Ana María Vidal, Mary González, Tomás Blanco, Gloria Cámara, José Caride.